# 김영환 (1928년)

김영환(金永煥, 1928년 ~ 2011년)은 대한민국의 서양 화가이다. 호는 구로(久路)를 쓴다.

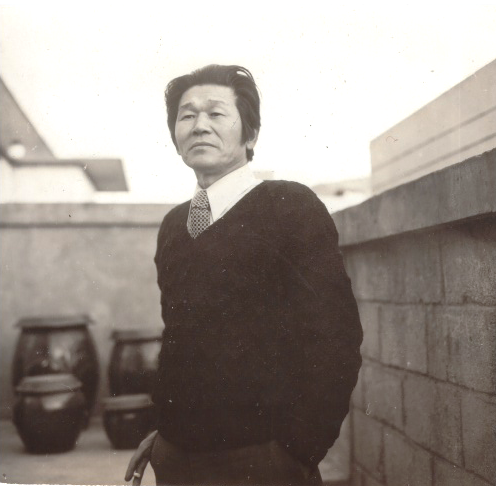
1974년 방배동 자택 뒷마당에서 촬영된 구로 김영환

## 학력
- 1952년 ~ 1956년 홍익대학교 미술학부 회화과 졸업

## 경력
- 1956년 4인전: 김영환, 김충선, 박서보, 문우식 (동방문화회관)[1][2]
- 1956년 ~ 1957년: 현대미술가협회전 (미문화공보원, 화신화랑)[3][4]
- 1958년 ~ 1959년: 신조형파전 (중앙공보관)
- 1974년 ~ 1982년: 한국미술협회전 (국립현대미술관)
- 1988년 ~ 2011년: 시현전 (창립회원, 24회)[5][6]

## 전시회
- 1974 : 제1회 개인전 (한국문화예술진흥원 미술회관)
- 1976 : 김영환초대전 (아름화랑,초대전)
- 1976 : 유화50인전 (양지화랑, 초대출품)
- 1976 : 서양화100인전(文化화랑, 초대출품)
- 1977 : 한국일보사 미술대상전 (국립현대미술관, 초대출품)
- 1978 : Moyers features abstact art exhibition (Moyers Arts and Craft Center Gallery,USAF)
- 1979 : 유화5인전 (조선화랑)
- 1979 : 한국화랑협회 미술대전( 선화랑, 문화화랑)
- 1980 : 제1회 함남도전( 세종문화회관)
- 1980 : 서양화팔인전 (롯데화랑)
- 1980 : 한국현대미술대전
- 1981 : 호암화랑개관기념전 (호암미술관, 초대)
- 1981 : 현대미술관 건립기금조성전 (미화랑)
- 1981 : 한국현대미술대상전 (한국디자인포장센터, 초대)
- 1983 : 한일 미술작가 초대전 (미도파화랑)
- 1983 : 동경국제미술대상전 (미도파화랑 초대)
- 1983~1984 : 아세아미술교우회전 (서울,동경)
- 1984 : 제5회 개인전 (度佛기념, 범아세아협회 주관, 동덕미술관)
- 1985 : Recontre Artistique Picturale Internationale un Instant de Paix au Café de la Paix, Paris(초대출품)
- 1986 : Societe des Artistes Independants Grand-Palais, Paris Societe des Artistes Independants Grand-Palais, Paris
- 1986 : 국립현대미술관 개관기념전(국립현대미술관 초대출품)
- 1986 : 제6회 개인전(Galerie Claude Ovadia, Paris, 초대전)
- 1987 : 제7회 개인전(平화랑, 歸國기념)
- 1987 : 청화랑 개관기념전
- 1988~1990 : 오늘의 한국회화전(朝鮮화랑기획 일본 大阪,京都,福岡)
- 1988~2010 : 시현전(창립회원)
- 1990 : 예술의 전당 미술관 개관기념전(초대출품)
- 1990 : 제8회 개인전('90 서울아트페어 조선화랑 기획, 호암갤러리)
- 1990 : 한국현대미술전 (일본 교토시 국제교류 회관)
- 1991 : 청담미술제(조선화랑기획)
- 1993 : 구상 미술의 오늘, 꿈과 현실의 대결정(암구정동 현대미술관, 덕원미술관 초대출품)
- 1993 : 예술의 전당 전관 개관 기념전(초대출품)
- 1994 : 서울정도 600주년 서울국제미술제(국립현대미술관 초대출품)
- 1994~1999 : 장안회전(종로화랑, 조선화랑)
- 1995 : 오늘의 한국미술전 (예술의 전당, 한가람 미술관)
- 1996 : 제9회 개인전(한전프라자 갤러리 초대)
- 1997 : NICAF Tokyo 97 NICAF Tokyo 97
- 1997~2000 : 대한민국 원로작가 초대전 (서울시립미술관, 한국미술협회)
- 1999 : 한국미술, 삶과 꿈 (국립현대미술관)
- 1999 : 인간, 자연, 사물
- 2000 : 한국현대미술의 시원전(국립현대미술관)
- 2000 : 제10회 청담미술제 (영동예맥화랑 초대출품)
- 2001 : 손의 유희 원로작가 드로잉전 (국립현대미술관 덕수궁)
- 2001 : 21세기, 현대한국미술의 여정 100인전 (세종문화회관 미술관)
- 2002 : 동화, 동화전 (인사갤러리)
- 2003 : ART '03 (대구전시컨벤션센터)
- 2003 : 근대미술의 산책(국립현대미술관)
- 2004 : 1950년대 격동기의 한국미술 - '2004 화랑미술제 (예술의 전당)
- 2005 : 코리아아트페스티벌2005(세종문화회관)